# Milam
Milam (en tibetano rMi-lam), svapnadarshana (en sánscrito: स्वप्नदर्शन, AITS: svapnadarśana) o yoga de los sueños es una práctica tántrica del budismo tibetano tradicionalmente transmitida de maestro a estudiante. Desde esa tradición, se cree que los sueños (swapna) son en potencia «una fuente de conocimiento espiritual más profundo y una guía para la vida cotidiana». El objetivo del yoga de los sueños es desarrollar de manera consciente la capacidad de tener sueños lúcidos como un medio de aprendizaje, contactar con maestros distantes en el tiempo y el espacio, y lograr ayudar a otros.

## Etimología
La palabra en sánscrito svapnadarshana significa 'visión en el sueño':
- Swapna (en sánscrito: स्वप्न, AITS: svapna), que significa 'sueño'[6]
- Dárshana (en sánscrito: दर्शन, AITS: darśana), que significa 'visión'

## Origen e historia
La fuente más confiable del yoga de los sueños se ha establecido en los Seis yogas de Naropa (o Seis dharmas de Naropa) del siglo XI, libro con una compilación de prácticas tántricas y una meditación sadhana del budismo tibetano transmitidas por el monje y místico Indio Naropa a su estudiante Marpa.
La práctica de este yoga estaría relacionado al Bardo del Sueño, y al fenómeno de sueño lúcido.

## Escuelas de aprendizaje
Hay dos entornos tradicionales principales en los que se enseña y utiliza el yoga de los sueños. 

### Linaje Kagyu
Dentro del linaje Kagyu, el milam es considerada una práctica avanzada en los retiros para lo cual se necesita mucha preparación. Se enseña como uno de los Seis Yogas de Naropa, un ciclo de prácticas realizadas hacia el final del retiro tradicional de tres años.
De acuerdo a Ringu Tulku, un maestro de la escuela Kagyu de budismo tibetano, la primera fase de la práctica incluye la realización de que uno está soñando durante el tiempo del sueño. La siguiente fase es usar el sueño para llevar a cabo una serie de prácticas espirituales incluida la práctica de Gyulu (en tibetano gyulü) o yoga del cuerpo ilusorio. El ejercicio constante durante el sueño tendrá un gran efecto durante el estado de vigilia.

### Linaje Nyingma
El linaje Nyingma es más abierto respecto a la transmisión de estados de consciencia plena, y enseña prácticas de lucidez a los estudiantes más tempranamente en su camino. Estas prácticas se pueden hacer en la vida cotidiana, aunque los retiros también son útiles. Durante el día, el alumno recibe instrucciones de permanecer presente, centrándose en la calidad onírica de la experiencia.